# Theridion rafflesi
Theridion rafflesi là một loài nhện trong họ Theridiidae.
Loài này thuộc chi Theridion. Theridion rafflesi được Eugène Simon miêu tả năm 1899.